# 燕子墩乡
燕子墩乡，是中华人民共和国宁夏回族自治区石嘴山市惠农区下辖的一个乡镇级行政单位。

## 行政区划
燕子墩乡下辖以下地区：
燕子墩村、外西河村、汪家庄村、上宝闸村、路家营村、简泉村、黄渠拐子村、蛟龙口村、西永固村和雁窝池村。